# Microsoft TechNet
 (août 2020).
Si vous disposez d'ouvrages ou d'articles de référence ou si vous connaissez des sites web de qualité traitant du thème abordé ici, merci de compléter l'article en donnant les références utiles à sa vérifiabilité et en les liant à la section « Notes et références ».
Pour le groupe de personnages de fiction, voir Technet.
Microsoft TechNet est une ressource d'information technique de Microsoft destinée aux professionnels de l'informatique.
Initialement, TechNet était disponible uniquement pour les clients avec les abonnements payés. Toutefois, il a été élargi pour inclure l'information publique, la diffusion sur le web, les événements locaux et les bulletins d'information libres.
Depuis le 18 juillet 2006, Le site web Sysinternals (en) a fusionné avec TechNet.

## Site Web
Le site technet.microsoft.com est une collection de sites pour la communauté professionnelle informatique qui fournissent des renseignements, documentations et discussions qui ont été rédigés par Microsoft et sa communauté. Un engouement récent, ainsi que l'intégration d'applications telles que les forums, les blogs, les annotations de bibliothèques et le partage de favoris, ont changé la nature du site de TechNet, qui est passé d'un service d'information à sens unique à un dialogue ouvert entre Microsoft et la communauté professionnelle. Le site Internet et la plupart de ses applications sont disponibles dans plus de douze langues.

### Bibliothèque
Semblable à la bibliothèque MSDN qui contient des informations techniques pour les développeurs de logiciels, la bibliothèque TechNet est une source d'informations techniques pour les professionnels de l'informatique et les utilisateurs avancés. Le contenu technique est disponible gratuitement sur internet et les supports CD et DVD. Les disques sont publiés mensuellement et contiennent la base de connaissances complète de Microsoft, Service pack, mises à jour de sécurité, kits de ressources, formation technique, opérations et guides de déploiement, livres blancs et études de cas. Tous les téléchargements sont disponibles sur le Centre de téléchargement de Microsoft.

### Forums
Les Forums TechNet sont les forums permettant à une communauté de discuter des différents sujets informatiques à l'intention des professionnels. Elles ont été migrées sur une nouvelle plate-forme en 2009.

### Blogs
TechNet possède sa propre plate-forme d'édition de blogs conçu spécialement pour les employés de Microsoft.

### Wiki
Wiki TechNet est une ressource technique pour la communauté conçu sur la base du wiki. Elle permet à toute personne de contribuer sur de nouveaux sujets, modifier et améliorer les rubriques existantes, fournir des commentaires et devenir ami avec les autres utilisateurs enregistrés[pas clair]. L'objectif principal est de fournir un contenu plus large et plus approfondie des solutions informatiques.
Le concept et la plate-forme sont encore en version bêta.

### Bookmarking social
Bookmarking social sur TechNet sociale a été lancé en 2008, construit sur une nouvelle plate-forme web qui a l'utilisateur de marquage et se nourrit en son cœur. De la demande de bookmarking sociale vise à fournir une méthode par laquelle les membres de la boîte de la communauté professionnelle IT :
Contribuer à une base de données de liens de qualité sur n'importe quel sujet d'à travers le web. Par filtrage sur une ou plusieurs balises, (p. ex. « Échange » et « sécurité »), les utilisateurs peut découvrir les liens populaires ou récentes et s'abonner à un flux de ces liens.
Trouver et suivez les sites recommandés des experts. Chaque page de profil comprend une alimentation des contributions de l'utilisateur. Les utilisateurs peuvent être découvertes grâce à un menu déroulant sur chaque signet.
Démontrer leur expertise à travers les liens affichés dans leur profil.
Stocker leurs liens favoris en ligne.
La version initiale de l'application fournit des fonctionnalités standard pour le genre, y compris un bookmarklet et l'importation des capacités. Le site web de TechNet commence aussi à incorporer des signaux de signets sociaux auprès des experts et de la communauté, affichée à côté de feeds de blogueurs pertinents.

### Abonnements et téléchargements
TechNet fournit également un certain nombre de téléchargements de logiciels Microsoft. Bon nombre sont libres, mais un grand nombre ne le sont pas. Ceux-ci sont fournis aux personnes ayant des abonnements TechNet. Les abonnements donnent accès à une grande partie des logiciels de Microsoft, complets, avec des clés de produit qui n'expirent pas après un certain temps. Les abonnements sont vendus sur une base annuelle. Il y a deux niveaux d'abonnements, Standard et Professional. L'abonnement Standard fournit l'accès à la plupart des logiciels sauf logiciels spécifiques axés sur l'entreprise et inclut une collection de Microsoft E-learning. L'abonnement professionnel est plus cher, donne accès à tous les logiciels et comprend deux appels de soutien professionnel gratuit et deux collections de Microsoft E-learning.
Il y a des restrictions sur l'utilisation du logiciel obtenu à partir des abonnements TechNet. Le logiciel ne peut pas être utilisé à des fins commerciales et ne peut être utilisé que par une seule personne ; il ne peut pas être partagé.